# Hell in a Cell (2016)
Hell in a Cell (2016) było galą wrestlingu, zorganizowaną przez brand Raw federacji WWE. Odbyła się 30 października 2016 w TD Garden w Bostonie w Massachusetts. Była to ósma gala z cyklu WWE Hell in a Cell.

## Produkcja

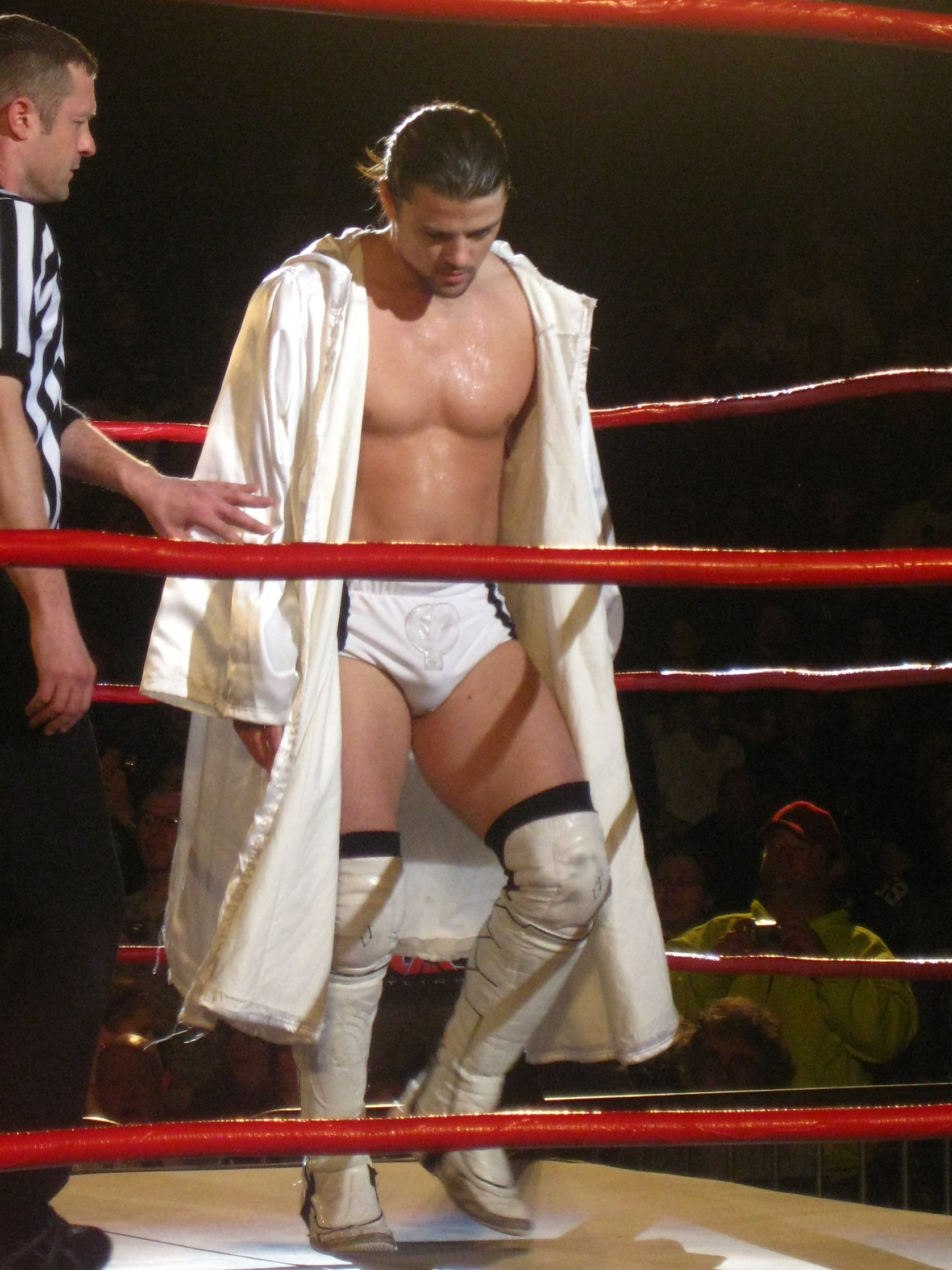
Zwycięzca walki o WWE Cruiserweight Championship – Brian Kendrick.

Hell in a Cell oferowało walki profesjonalnego profesjonalnego wrestlingu z udziałem różnych wrestlerów z istniejących oskryptowanych rywalizacji i storyline’ów, które są kreowane na tygodniówce WWE, SmackDown. Wrestlerzy są przedstawieni jako heele (negatywni, źli zawodnicy i najczęściej wrogowie publiki) i face’owie (pozytywni, dobrzy i najczęściej ulubieńcy publiki), którzy rywalizują pomiędzy sobą w seriach walk mających budować napięcie. Kulminacją rywalizacji jest walka wrestlerska lub ich seria. Cechą charakterystyczną cyklu Hell in a Cell są Hell in a Cell matche – walki bez dyskwalifikacji w otaczającej ring zamkniętej klatce.

### Rywalizacje

#### Kevin Owens vs. Seth Rollins
Na Clash of Champions Kevin Owens obronił WWE Universal Championship w walce z Sethem Rollinsem, głównie dzięki interwencji Chrisa Jericho. W następnych tygodniach Owens i Rollins kontynuowali swoją rywalizację, a niedługo później ogłoszono, że zawodnicy zmierzą się po raz kolejny na gali Hell in a Cell. Tym razem jednak, Generalny Menedżer Raw Mick Foley oraz Komisarz Raw Stephanie McMahon ustalili, że Owens i Rollins zawalczą w Hell in a Cell matchu, aby uniemożliwić interwencje z zewnątrz. 10 października Jericho otrzymał szansę dołączenia do walki o Universal Championship, lecz ostatecznie nie zdołał pokonać walki kwalifikacyjnej z Rollinsem. Dwa tygodnie później Rollins zdołał wygrać Triple Threat match przeciwko Owensowi i Jericho, lecz po walce został brutalnie pobity przez rywali.

#### Roman Reigns vs. Rusev
Na Clash of Champions Roman Reigns zdobył WWE United States Championship dzięki wygranej walce z Rusevem. Ich walka rewanżowa dzień po gali zakończyła się podwójnym wyliczeniem pozaringowym. 3 października żona Ruseva, Lana, zażądała kolejnego rewanżu, zaś sam Rusev zaatakował Reignsa. Były mistrz próbował ukraść pas mistrzowski, jednak ostatecznie Reigns zdołał odebrać pas rywalowi, po czym ogłosił, że on i Rusev zmierzą się w Hell in a Cell matchu na nadchodzącej gali.

#### Sasha Banks vs. Charlotte
Również na Clash of Champions Charlotte pokonała Sashę Banks i Bayley, broniąc WWE Raw Women’s Championship. 3 października Banks pokonała Charlotte w walce wieczoru Raw, zdobywając mistrzostwo po raz drugi. Tydzień później Banks wyzwała Charlotte na Hell in a Cell match na nadchodzącej gali. Charlotte przyjęła wyzwanie. Będzie to pierwszy w historii Hell in a Cell match z udziałem kobiet.

#### The New Day vs. Cesaro i Sheamus
Ostatnia walka Best-Of-Seven Series między Cesaro a Sheamusem zakończyła się bez rezultatu. Następnej nocy na Raw Mick Foley zadecydował, że Cesaro i Sheamus, zamiast walczyć przeciwko sobie, połączą siły i otrzymają szansę zdobycia WWE Raw Tag Team Championship, będącego w posiadaniu The New Day. Pomimo kłótni we wcześniejszych tygodniach, na ostatnim Raw przed Hell in a Cell Cesaro i Sheamus zdołali pokonać Kofiego Kingstona i Big E.

#### TJ Perkins vs. Brian Kendrick
Na Clash of Champions WWE Cruiserweight Champion T.J. Perkins pokonał Briana Kendricka. Po walce Kendrick zaatakował przeciwnika, a na następnym Raw wyzwał go na kolejną walkę. Tydzień później Kendrick pokonał Perkinsa poprzez poddanie. 10 października ogłoszono, że rywale zmierzą się ze sobą na Hell in a Cell.

#### Enzo & Cass vs. Karl Anderson i Luke Gallows
10 października Luke Gallows i Karl Anderson zaatakowali Enza Amore i Big Cassa. Na następnym Raw Cass pokonał Andersona w walce singlowej. 24 października ogłoszono, że dwie drużyny zawalczą przeciwko sobie na nadchodzącej gali.

#### Bayley vs. Dana Brooke
17 października na Raw Dana Brooke pokonała Bayley w pojedynku singlowym i zaatakowała ją tydzień później podczas zawodów siłowania na rękę. 26 października ogłoszono, że zmierzą się ze sobą na Hell in a Cell.

## Lista walk

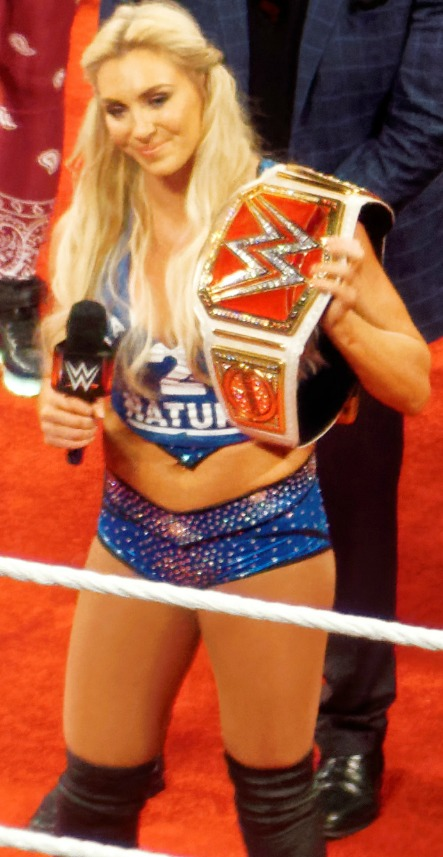
Zwyciężczyni walki wieczoru Hell in a Cell – Charlotte.

| Nr                                                                   | Wyniki | Stypulacje                                            | Czas  |
| -------------------------------------------------------------------- | --- | ----------------------------------------------------- | ----- |
| 1P                                                                   | Cedric Alexander, Lince Dorado i Sin Cara pokonali Tony Nese, Drew Gulak i Ariya Daivari                        | Six-Man Tag Team match                                | 9:40  |
| 2                                                                    | Roman Reigns (c) pokonał Ruseva                                                                                 | Hell in a Cell match o WWE United States Championship | 24:35 |
| 3                                                                    | Bayley pokonała Danę Brooke                                                                                     | Singles match                                         | 6:30  |
| 4                                                                    | Karl Anderson i Luke Gallows pokonali Enzo Amore i Big Cassa                                                    | Tag Team match                                        | 6:40  |
| 5                                                                    | Kevin Owens (c) pokonał Setha Rollinsa                                                                          | Hell in a Cell match o WWE Universal Championship     | 23:09 |
| 6                                                                    | Brian Kendrick pokonał TJ'a Perkinsa (c)                                                                        | Singles match o WWE Cruiserweight Championship        | 10:29 |
| 7                                                                    | Cesaro i Sheamus pokonali The New Day (Big E i Xaviera Woodsa) (z Kofim Kingstonem) (c) poprzez dyskwalifikację | Tag Team match o WWE Raw Tag Team Championship        | 10:58 |
| 8                                                                    | Charlotte pokonała Sashę Banks (c)                                                                              | Hell in a Cell match o WWE Raw Women’s Championship   | 21:59 |
| (c) – mistrz/mistrzyni przed walkąP – walka miała miejsce w pre-show | |                                                       |       |